# Martin Östh
Martin Boman Östh, född 22 februari 1978 i Seglora församling i Borås, är svensk skådespelare.
Martin är frilansande skådespelare som man bland annat kunnat se på Borås stadsteater, PelikanTeater och som Gusten i Krister Claesson uppsättning av Hemsöborna på Vallarna i Falkenberg. Har tidigare jobbat mycket med skådespelaren och regissören Gun Jönsson

## Teateruppsättningar (i urval)
- 2024 Atjoo-Prosit!(Teater trampolin)
- Om jag drömmer mig bort(Teater Trampolin)
- För vi har tråkigt(Teater trampolin)
- 2019 Sagan om den lilla farbrorn(Teater trampolin)
- 2018 Lilla livet(Pelikanteatern)
- 2017 Föräldraskap (Teater Eksem)
- 2015 Kentaur (Göteborgs dramatiska teater)
- 2012 That face (Göteborgs dramatiska teater)
- 2009 Nasse hittar en stol (Tomas k teater)
- 2009 Nasses taxi (Tomas k teater)
- 2009 När Findus var liten och försvann (Tomas k teater)
- 2009 Sant göran och draken (Teater teatro)
- 2009 Fröken Persilja (Teater teatro)
- 2009 Pirat 1720 (Comedy Art Theatre)
- 2008 ...och betraktar dårskap (Pelikanteatern)
- 2007-2008 Hemsöborna – Väldigt fritt efter August Strindberg (2Entertain/Vallarnas friluftsteater)
- 2007 Det är inte dig det är fel på (det handlar om mig)  (Pelikanteatern)
- 2006 Stig             (Pelikanteatern)
- 2005 Farligt med Falukorv  (Pelikanteatern)
- 2004 Revisorn              (Forsviksommarteater)
- 2003 Bombad               (Borås Stadsteater)
- 2002 Folk och rövare i Kamomilla stad  (Kultkompaniet)
- 2002 Ett frieri            (Teater Boudoir Intim)
- 2002 En uppstoppad hund (Fria Teatern)
- 2001 Revisorn          (Borås Stadsteater)
- 1998-2001  Fool for love, Fröken Julie, Trämålning, Anne Frank – Det kunde varit du!  (Teater Boudoir Intim)

## TV/Film
- 2006 – Buss till Italien
- 2006 – Hem till byn (TV-serie)
- 2009 – Hemsöborna – Väldigt fritt efter August Strindberg
- 2010 – Joe Odd
- 2010 – Kan du förlåta?
- 2010 – Ond tro